# 杰克·基利
约翰·F·基利（英語：John F. Kiley，1929年1月5日—1982年2月16日），美国NBA联盟前职业篮球运动员。他在1951年的NBA选秀中第2轮第13顺位被韦恩堡活塞选中。